# Porta Castello
Porta Castello era uma das portas das Muralha Leonina em Roma. Ela ficava num trecho da muralha utilizada para a ampliar a Cidade Leonina em torno de 1563 pelo papa Pio IV, perto do cruzamento das modernas via Porta Castello, via dell Fosse di Castello e via G. Vitelleschi.

## História
A porta que atualmente é chamada, de forma errônea, de "Porta Castello", no cruzamento entre a via Porta Castello e o borgo Sant'Angelo, a aproximadamente cinquenta metros para o sul de onde ficava a porta original), é na verdade um par de arcos abertos no muro do Passeto, um pelo papa Pio IV e outro pela Comuna de Roma, ambos com o objetivo de melhorar o tráfego na cidade.
Pelo que se sabe, a Porta Castello era gêmea da Porta Angelica, seja por sua aparência similar, seja pelo brasão de Pio IV, seja pelas inscrições. Segundo Piale (que escreveu em 1828), se lia sob o brasão de ambas as portas "PIUS IIII. PONT. MAX. PORTAM NOVAM ET MOENIA A FUNDAMENTIS EREXIT" ("Pio IV, pontífice máximo, erigiu a porta nova e o muro a partir das fundações") e em ambas as arquitraves, "QUI VULT SALVAM REMP. NOS SEQUATUR" ("Quem quer salvar a república, siga-nos"), exortação que é uma referência aos dois anjos esculpidos ao lado de ambas as portas (os da Porta Angelica estão hoje conservados num trecho do muro na esquina da via dei Bastioni di Michelangelo e a piazza Risorgimento). A Porta Castello tinha uma inscrição adicional, "PIUS IIII PONT. MAX. LATAM ET RECTAM AD ANGELICAM DUXIT" ("Reta e larga até a Angelica").
A Porta Castello testemunhou — talvez o único fato histórico digno de nota ocorrido no local — o ingresso triunfal em Roma de Cola di Rienzo, nomeado senador em 1 de agosto de 1354, apenas dois meses antes de ser apunhalado pelo mesmo povo que, na ocasião, o aclamou como libertador.
Foi fechada em 1798 e assim permaneceu até as obras urbanísticas da época umbertina, quando foi demolida assim como o trecho da muralha que ia da piazza Risorgimento até o Castel Sant'Angelo e a Porta Angelica.